# تاکاتوشی کانه‌کو
تاکاتوشی کانه‌کو (انگلیسی: Takatoshi Kaneko؛ زادهٔ ۱۷ ژانویهٔ ۱۹۷۸) بازیگر اهل ژاپن است.
از فیلم‌ها یا برنامه‌های تلویزیونی که وی در آن نقش داشته‌است می‌توان به آزومی اشاره کرد.